# Pan Tau
Pan Tau è una serie televisiva cecoslovacca e tedesca.

## Produzione
Ne sono stati realizzati 33 episodi, girati in Cecoslovacchia in co-produzione con la rete televisiva tedesca WDR a partire dal 1967. Il progetto è terminato nel 1988 con un film.
Il personaggio (muto) di Pan Tau venne recitato dall'attore Otto Šimánek (1925 – 1992, Praga). Lo scrittore della serie era Ota Hofman. Il regista era Jindřich Polák.
La serie fu prodotta dalle seguenti aziende:
- Czechoslovak Television (ČST)
- Westdeutscher Rundfunk (WDR)
- Barrandov Studios

La serie è stata trasmessa in Italia dalla RAI negli anni Settanta.

## Il personaggio
L'aspetto di Pan Tau è quello di un uomo in giacca, bombetta e ombrello, oppure di un pupazzetto, vestito nello stesso modo e animato in stop motion. Una caratteristica del personaggio è la sua bombetta "magica": picchiettando sul cappello, Pan Tau ha la possibilità di trasformarsi in essere umano o di nuovo in pupazzetto, di far apparire svariati oggetti, sbloccare porte o provocare altri avvenimenti.
La natura del personaggio non è chiara. Nel primo episodio appare per la prima volta come pupazzetto mentre arriva sulla Terra pilotando una piccola astronave d'aspetto rétro. In altri casi appare in modi improbabili (ad esempio emerge dalla neve).
Il suo tipico comportamento è quello di aiutare bambini in piccole difficoltà, come trovare un posto per sciare, sistemare i problemi famigliari nel giorno di Natale o persino aiutare un ragazzo a divertirsi alla fiera quando dovrebbe avere lezioni di piano.
Pan Tau compare nel video musicale di Nena per Du Bist Überall ("Tu sei ovunque").

## Curiosità
- I costumi della serie sono stati ideati da Theodor Pištěk.

- Nella prima stagione, episodio 3 "Pan Tau na horách" (Pan Tau in montagna), appare in un ruolo secondario una giovanissima Ivana Zelničková, diventata poi più nota come Ivana Trump, al suo primo ruolo televisivo.[2][3][4]

## Premi
La serie ha vinto numerosi premi: 
- 1970 – Festival Nazionale del Cinema per Bambini, Gottwaldov
- 1970 – Festival Internazionale del Cinema per Bambini e Ragazzi di Venezia
- 1971 – Festival della televisione di Monte Carlo
- 1974 – Bambi d'Argento
- 1976 – Premio Adolf Grimme